# Sông Chicago
Sông Chicago là một hệ thống sông rạch với chiều dài tổng hợp của 156 dặm (251 km) chạy qua thành phố Chicago,156 dặm (251 km) bao gồm trung tâm của nó (Chicago Loop). Mặc dù không phải là dài đặc biệt, nhưng con sông lại nổi tiếng vì lý do tại sao Chicago trở thành một địa điểm quan trọng, với Chicago Portage liên quan đến mối liên hệ giữa Ngũ đại hồ và đường thủy ở Thung lũng Mississippi và cuối cùng là Vịnh Mexico.
Sông cũng đáng chú ý về lịch sử tự nhiên và nhân tạo của nó. Năm 1887, Đại hội đồng Illinois, một phần để giải quyết những mối quan tâm phát sinh từ một sự kiện thời tiết khắc nghiệt vào năm 1885 đe doạ đến việc cung cấp nước của thành phố, đã quyết định đảo ngược dòng chảy của con sông Chicago thông qua kỹ thuật dân dụng bằng cách lấy nước từ hồ Michigan Và xả nó vào lưu vực sông Mississippi. Vào năm 1889, Đại hội đồng Illinois đã thành lập Khu Vệ sinh Chicago (nay là Khu Tái định cư Nước Metropolitan) để thay thế Kênh Illinois-Michigan, vốn đã trở nên không phù hợp để mang nhu cầu về nước thải và nhu cầu đi lại thương mại của thành phố, với Kênh vệ sinh và Tàu của Chicago, một con đường thủy lớn hơn nhiều. Quận đã hoàn thành việc kết nối thủy văn nhân tạo này giữa Ngũ đại hồ và Mississippi trong lưu vực năm 1900 bằng cách đảo ngược dòng chảy của nhánh chính và nhánh phía Nam của con sông bằng cách sử dụng một loạt các khóa kênh và tăng dòng chảy của sông từ Hồ Michigan, Làm cho nó rỗng vào Kênh mới. Năm 1999, hệ thống này được Hiệp hội Kỹ sư Xây dựng Hoa Kỳ (ASCE) bầu chọn là "Công trình Kỹ thuật Dân dụng Thiên niên kỷ".
Dòng sông được tưởng nhớ một phần bởi hai vạch màu xanh ngang trên Thành phố Cờ của Chicago. Dòng sông cũng là nguồn cảm hứng cho một trong những biểu tượng phổ biến ở Chicago: một biểu tượng có hình chữ Y (gọi là thiết bị đô thị) được tìm thấy ở nhiều tòa nhà và các công trình khác trên khắp Chicago; Nó đại diện cho ba nhánh của sông Chicago.